# (245) Vera
(245) Vera ist ein Asteroid des äußeren Hauptgürtels, der am 6. Februar 1885 vom englischen Astronomen Norman Robert Pogson am Madras Observatory in Indien bei der Suche nach (42) Isis entdeckt wurde. Es war seine achte und letzte Asteroidenentdeckung.
Es ist kein Bezug dieses Namens zu einer Person oder einem Ereignis bekannt. Der Namensvorschlag erfolgte durch die Frau des Entdeckers.

## Wissenschaftliche Auswertung
Aus Ergebnissen der IRAS Minor Planet Survey (IMPS) wurden 1992 Angaben zu Durchmesser und Albedo für zahlreiche Asteroiden abgeleitet, darunter auch (245) Vera, für die damals Werte von 79,5 km bzw. 0,21 erhalten wurden. Eine Auswertung von Beobachtungen durch das Projekt NEOWISE im nahen Infrarot führte 2011 zu vorläufigen Werten für den Durchmesser und die Albedo im sichtbaren Bereich von 78,2 km bzw. 0,22. Nach neuen Messungen wurden die Werte 2014 auf 76,0 km bzw. 0,23 korrigiert.
Photometrische Beobachtungen von (245) Vera fanden erstmals statt vom 23. bis 25. September 1981 am La-Silla-Observatorium in Chile. Aus der aufgezeichneten Lichtkurve wurde eine Rotationsperiode von 14,38 h bestimmt.
Die Auswertung der archivierten Lichtkurven und weiterer Daten der Lowell Photometric Database führte in einer Untersuchung von 2016 zur Erstellung eines dreidimensionalen Gestaltmodells für zwei alternative Positionen der Rotationsachse mit retrograder Rotation und einer Periode von 14,3565 h. Im Jahr 2021 wurde aus archivierten Daten und photometrischen Messungen von Gaia DR2 erneut eine Rotationsachse mit retrograder Rotation berechnet. Die Rotationsperiode wurde wieder zu 14,3565 h bestimmt.
Zwischen 2012 und 2018 wurden mit der All-Sky Automated Survey for Supernovae (ASAS-SN) auch photometrische Daten von 20.000 Asteroiden aufgezeichnet. Auf mehr als 5000 davon konnte erfolgreich die Methode der konvexen Inversion angewendet werden, darunter auch (245) Vera, für die in einer Untersuchung von 2021 ein verbessertes dreidimensionales Gestaltmodell für eine Rotationsachse mit retrograder Rotation und einer Periode von 14,3560 h berechnet wurde.
Aus archivierten Daten des Asteroid Terrestrial-impact Last Alert System (ATLAS) aus dem Zeitraum 2015 bis 2018 konnte in einer Untersuchung von 2022 mit der Methode der konvexen Inversion eine Rotationsperiode von 14,3572 h bestimmt werden. Im Jahr 2023 wurde aus photometrischen Messungen von Gaia DR3 erneut ein dreidimensionales Gestaltmodell des Asteroiden für zwei alternative Rotationsachsen mit retrograder Rotation und einer Periode von 14,3577 h berechnet.